# Адалимумаб
Адалимума́б — медицинский препарат, продаваемый под торговой маркой Humira. Препарат используется для лечения ревматоидного артрита, псориатического артрита, анкилозирующего спондилита, болезни Крона, язвенного колита, псориаза, гнойного аденита, увеита и ювенильного идиопатического артрита. Обычно использование препарата рекомендуется только людям, которые отказались от других методов лечения. Его вводят путем инъекции под кожу.
Адалимумаб является селективным иммунодепрессантом. Представляет собой рекомбинантное моноклональное антитело, пептидная последовательность которого идентична lgG1 человека.
Включён в WHO Model List of Essential Medicines — список важнейших лекарственных средств, составляемый Всемирной организацией здравоохранения.
Он доступен как биоподобный препарат.
Биоаналоги: 2016 г. — adalimumab-atto (Amjevita), 2017 — adalimumab-adbm (Cyltezo), 2018 — adalimumab-adaz (Hyrimoz), 2019 — adalimumab-afzb (Abrilada) и adalimumab-bwwd (Hadlima), 2020 — adalimumab-fkjp (Hulio), adalimumab-atto.
Общие побочные эффекты включают: инфекции верхних дыхательных путей, боль в месте инъекции, сыпь и головную боль. Другие побочные эффекты могут включать серьезные инфекции, рак, анафилактический шок, реактивацию гепатита B, рассеянный склероз, сердечную недостаточность, печеночную недостаточность и апластическую анемию. Использование препарата во время беременности не рекомендуется, но некоторые источники показывают, что использование во время грудного вскармливания может быть безопасным.
В 2018 году Адалимумаб занимал 178-е место среди наиболее часто назначаемых лекарств в Соединенных Штатах. За год было выписано более 3 миллионов рецептов.

## Фармакологическое действие
Адалимумаб селективно связывается с фактором некроза опухоли (ФНО) и нейтрализует его биологические функции за счет блокады цитокина, который принимает участие в регуляции нормального воспалительного и иммунного ответа. Повышенные уровни ФНО обнаруживают в синовиальной жидкости у больных ревматоидным артритом, псориатическим артритом и анкилозирующим спондилитом. ФНО играет важную роль в развитии патологического воспаления и разрушения суставной ткани, характерных для этих заболеваний.
Адалимумаб также вызывает ответные биологические реакции, которые индуцируются или регулируются ФНО, включая изменения количества молекул адгезии, вызывающих миграцию лейкоцитов.
У больных ревматоидным артритом адалимумаб вызывает быстрое снижение уровней острофазных показателей воспаления (С-реактивного белка и СОЭ) и сывороточных уровней цитокинов (ИЛ6). Кроме того, отмечается снижение сывороточной активности матриксных металлопротеиназ (ММР-1 и ММР-3), вызывающих ремоделирование тканей, которое лежит в основе разрушения хряща.

## Медицинское использование
Как и другие TNF-ингибиторы, это иммунодепрессивный препарат, используемый для лечения аутоиммунных заболеваний, таких как ревматоидный артрит.
Адалимумаб вводится подкожно. По большинству показаний поддерживающая терапия — это инъекции каждые две недели.
В ЕС он показан для лечения:
- бляшечный псориаз (заболевание, вызывающее появление красных чешуйчатых пятен на коже)[13];
- псориатический артрит (заболевание, вызывающее появление красных чешуйчатых пятен на коже с воспалением суставов)[13];
- ревматоидный артрит (заболевание, вызывающее воспаление суставов)[13];
- осевой спондилоартрит (воспаление позвоночника, вызывающее боль в спине), включая анкилозирующий спондилит, и когда рентген не показывает заболевания, но есть явные признаки воспаления[13];
- полиартикулярный ювенильный идиопатический артрит и активный артрит, связанный с энтезитом (оба редких заболевания, вызывающие воспаление в суставах)[13];
- Болезнь Крона (заболевание, вызывающее воспаление кишечника)[13];
- язвенный колит (заболевание, вызывающее воспаление и язвы на слизистой оболочке кишечника)[13];
- гнойный гидраденит (инверсные угри), хроническое кожное заболевание, вызывающее уплотнения, абсцессы (скопления гноя) и рубцы на коже[13];
- неинфекционный увеит (воспаление слоя под белком глазного яблока)[13];
- хронические случаи агрессивного прогрессирующего легочного и костного саркоидоза[13].

### Ревматоидный артрит
Было показано, что адалимумаб уменьшает признаки и симптомы умеренного и тяжелого ревматоидного артрита у взрослых. Его можно использовать отдельно или в комбинации с болезнь-модифицирующими антиревматическими препаратами (БМАРП). Также было показано, что препарат эффективен при полиартикулярном ювенильном идиопатическом артрите от умеренной до тяжелой степени у детей от четырех лет и старше, и показан для лечения этого состояния. При ревматоидном артрите он показан для использования отдельно или с метотрексатом или аналогичными лекарствами в США с 2002 года. Адалимумаб имеет такую же эффективность, как и метотрексат, и в сочетании почти вдвое увеличивает ответную реакцию только на метотрексат.

### Псориатический артрит
В 2003 году адалимумаб начал проходить испытания для лечения псориаза и псориатического артрита.

### Анкилозирующий спондилоартрит
Было показано, что адалимумаб уменьшает признаки и симптомы анкилозирующего спондилита у взрослых и одобрен для его лечения.

### Болезнь Крона
Было показано, что адалимумаб уменьшает признаки и симптомы болезни Крона от умеренной до тяжелой. Он был одобрен для такого использования в Великобритании с 2009 года.

### Язвенный колит
Адалимумаб может быть эффективным и хорошо переносимым при язвенном колите. Он был одобрен Управлением по санитарному надзору за качеством пищевых продуктов и медикаментов (FDA) для лечения умеренных и тяжелых случаев у взрослых.

### Бляшечныйпсориаз
Было показано, что адалимумаб лечит хронический бляшечный псориаз от умеренной до тяжелой степени у взрослых, страдающих этим заболеванием во многих частях тела и которым могут быть полезны инъекции или таблетки (системная терапия) или фототерапия (лечение с использованием только ультрафиолетового света или с помощью таблеток). Было показано, что адалимумаб является эффективной терапией при постоянном или периодическом применении у пациентов с умеренным и тяжелым псориазом.

### Гнойныйгидраденит
В 2015 году адалимумаб был одобрен для лечения гнойного гидраденита.

### Ювенильный идиопатический артрит
Было показано, что адалимумаб уменьшает признаки и симптомы полиартикулярного ювенильного идиопатического артрита от умеренной до тяжелой степени у детей в возрасте от четырех лет и старше.

### Неинфекционныйувеит
Адалимумаб показан для лечения неинфекционного увеита.

## Показания
- Среднетяжелый и тяжелый активный ревматоидный артрит (в режиме монотерапии или в комбинации с метотрексатом или другими базисными противовоспалительными препаратами);
- активный псориатический артрит (в режиме монотерапии или в комбинации с метотрексатом или другими базисными противовоспалительными препаратами);
- активный анкилозирующий спондилит.

## Противопоказания
- Повышенная чувствительность к адалимумабу или любым его вспомогательным компонентам;
- Инфекционные заболевания, в том числе туберкулез;
- Беременность;
- Период лактации (во время грудного вскармливания);
- Детский и подростковый возраст до 16 лет.

С осторожностью следует назначать препарат при демиелинизирующих заболеваниях.

## История
Адалимумаб был обнаружен в результате совместной работы BASF Bioresearch, Combridge Antibocation и Cambridge Antibody Technology, U.K.. Сотрудничество началось в 1993 году.
Изначально был назван как D2E7.
С 2008 года Адалимумаб был одобрен FDA для лечения ревматоидного артрита, псориатического артрита, анкилозирующего спондилита, болезни Крона, от умеренного до тяжелого хронического псориаза и ювенильного идиопатического артрита.
Адалимумаб, продаваемый под торговой маркой Humira, был одобрен для использования в США в 2002 году.
Адалимумаб, продаваемый под брендами Humira и Trudexa, был одобрен для использования в Европейском союзе в сентябре 2003 года.

## Дополнительные источники
- AusPAR: Adalimumab. Therapeutic Goods Administration (TGA) (Report). Сентябрь 2020. Архивировано 21 января 2021. Дата обращения: 15 января 2021.